# Кафенето на Масленка
„Кафенето на Масленка“ (на английски: Butterbean's Café) е компютърно анимиран кулинарен детски сериал, създаден от Исус Адриан SLU и ангел Може SLU, и е поръчан от „Никелодеон“. Основно анимиран от базираното в Ирландия студио Brown Bag Films, той се излъчва по канала и по сестринския канал Ник Джуниър за 2 сезона и 60 епизода от 12 ноември 2018 г. до 1 ноември 2020 г.

## В България
В България сериалът започва излъчване по локалната версия на Ник Джуниър на 11 февруари 2019 г. с български дублаж, записан в студио „Про Филмс“. Песента се изпълнява от Йоанна Драгнева.
| Роля             | Изпълнител                                |
| ---------------- | ----------------------------------------- |
| Масленка         | Ема Димитрова                             |
| Госпожа Хопс     | Евгения Ангелова                          |
| Госпожа Гато     | Евгения Ангелова                          |
| Крикет           | Калина Асенова                            |
| Бони             | Лина Шишкова                              |
| Блясъчка         | Марта Илиева                              |
| Джаспър          | Петър Каменов                             |
| Спач             | Сотир Мелев                               |
| Господин Манзана | Сотир Мелев                               |
| Попи             | Цветелина Николова                        |
| Г-жа Мармалади   | Василка Сугарева                          |
| Спорк            | Виктор Иванов                             |
| Други гласове    | Ева Ралякова Симеон Кирилов Теодор Славов |